# Passiflora obovata
Passiflora obovata är en passionsblomsväxtart som beskrevs av Ellsworth Paine Killip, Paul Carpenter Standley och Record. Passiflora obovata ingår i släktet passionsblommor, och familjen passionsblomsväxter. Inga underarter finns listade i Catalogue of Life.